# Adolf Sander (Politiker, 1801)

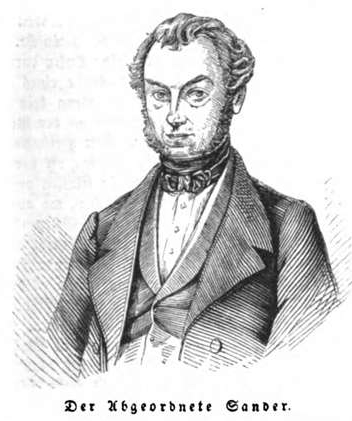
Georg Adolf Sander, 1844

Georg Adolf Sander (* 20. April 1801 in Karlsruhe; † 9. März 1845 in Rastatt) war ein deutscher Jurist und liberaler Abgeordneter des badischen Landtags. 

## Leben
Adolf Sander wurde als jüngster Sohn des aus Köndringen gebürtigen Advokaten Christian August Sander (1752–1817) und der Henriette Sophie geb. Lotzbeck (1764–1849) in Karlsruhe geboren und evangelisch getauft. Sein älterer Bruder war der Maschinenfabrikant Ludwig Sander, der in Augsburg das Vorläuferwerk der MAN begründete. Sander studierte von 1818 bis 1822 Rechtswissenschaften an der Universität Heidelberg und arbeitete nach dem Studium zunächst als Assessor beim Kriegsministerium, dann ab 1830 beim Hofgericht Meersburg. 1835 wurde er zum Hofgerichtsrat am Hofgericht Rastatt befördert. 
Adolf Sander bewegte sich im Kreis der liberalen Partei im Großherzogtum Baden und war selbst von 1833 bis zu seinem Tod 1845 gewählter Abgeordneter der Zweiten Kammer des Landtags, der Badischen Ständeversammlung. Er galt dort wegen seiner Beredsamkeit als einer der herausragendsten oppositionellen liberalen Abgeordneten. Durch seinen Liberalismus geriet er als Beamter im sogenannten „Urlaubsstreit“, bei dem die Regierung liberalen Beamten, die in den Landtag gewählt waren, grundsätzlich keinen Urlaub mehr gewähren wollte, in Konflikt mit Staatsminister Friedrich von Blittersdorf, quittierte in der Folge den Staatsdienst und ließ sich als freier Rechtsanwalt („Bürgeranwalt“) in Rastatt nieder. Befreit von der Rücksichtnahme als Beamter, entwickelte er in der Kammer radikalliberale Positionen und wurde immer mehr zu einem entschiedenen Gegner der großherzoglichen badischen Regierung. Seine Tätigkeit wurde durch einen frühen Tod beendet und so erlebte er die Badische Revolution von 1848/49 nicht mehr, in deren Vorfeld er gewirkt hatte.
Adolf Sander heiratete am 5. September 1835 in Rastatt Emilie Zimmermann (1806–1843), einziges Kind des Potsdamer Hofgärtners Johann Bernhard Zimmermann, mit der er sechs Kinder hatte und die nach der Geburt von Zwillingen im Kindbett starb. Ein Sohn Adolf Sanders war der 1840 geborene Ferdinand, später Tabakfabrikant und nationalliberaler Politiker.